# Stade de Yoff
Le stade de Yoff est un stade de football sénégalais situé dans la commune de Yoff à Dakar.
Le stade a une capacité de 3 000 places. Il est l'enceinte où évolue le club de football RS Yoff.